# Rathaus Saint-Jean-les-Deux-Jumeaux
Koordinaten: 48° 57′ 5,1″ N, 3° 1′ 9″ O

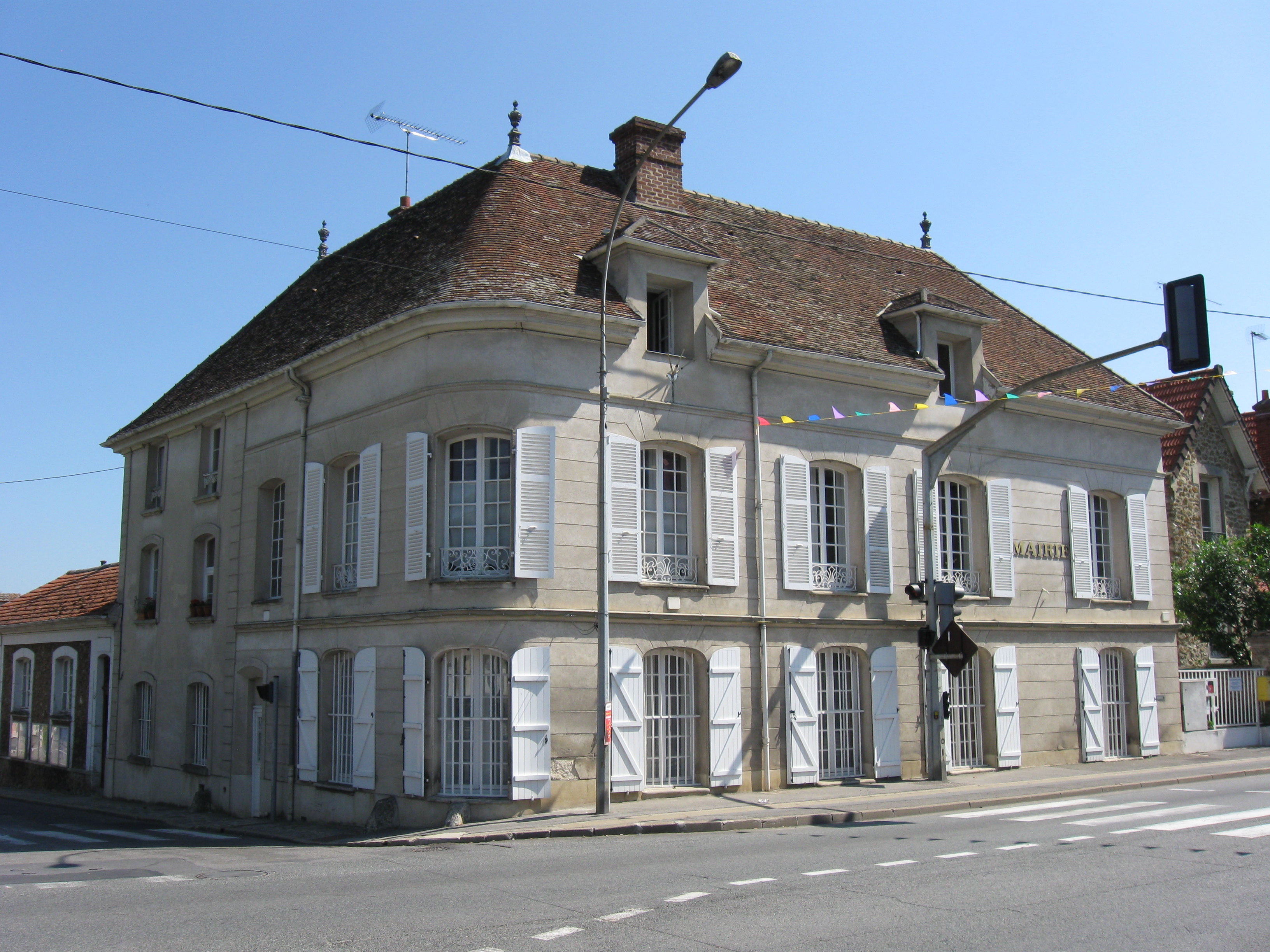
Rathaus in Saint-Jean-les-Deux-Jumeaux

Das Rathaus (frz. Mairie) in Saint-Jean-les-Deux-Jumeaux, einer französischen Gemeinde im Département Seine-et-Marne in der Region Île-de-France, wurde im 18. Jahrhundert errichtet. Das Rathaus steht an der Rue Raymond-Poincaré.
Der zweigeschossige Eckgebäude aus Kalksteinmauerwerk mit Abrundung an der Straßenkreuzung zeigt den Wohlstand, den der Ort im 18. Jahrhundert hatte.